# Gertraut Munk
Gertraut Munk, född 1590, död 1625, var en österrikisk affärsidkare. 
Hon var gift med Veit Munk den äldre. Ä., som anses vara grundaren av det judiska samfundet i Wien. Med honom fick hon sju barn. Hon bedrev affärsverksamhet oberoende av sin man (som dog 1620) och blev sedan "hovjude" (det vill säga kunglig bankir) åt kejsar Ferdinand II. 